# Anaxipha nigripennis
Anaxipha nigripennis är en insektsart som beskrevs av Lucien Chopard 1956. Anaxipha nigripennis ingår i släktet Anaxipha och familjen syrsor. Inga underarter finns listade i Catalogue of Life.